# غار بادها (نیویورک)
غار بادها (به انگلیسی: Cave of the Winds) غاری طبیعی واقع در پشت آبشار نقاب عروس در آبشار نیاگارا است. غار تقریباً ۴۰ متر درازا ۳۰ متر پهنا و ۹ متر عمق دارد. این غار در سال ۱۸۳۱ کشف شد و به آیولوس که خدای بادها در اساطیر یونان است نامگذاری شد. این غار یکی از مکانهای توریستی است که به علت سقوط صخره بازدید از آن مدتی ممنوع شد.

## نگارخانه

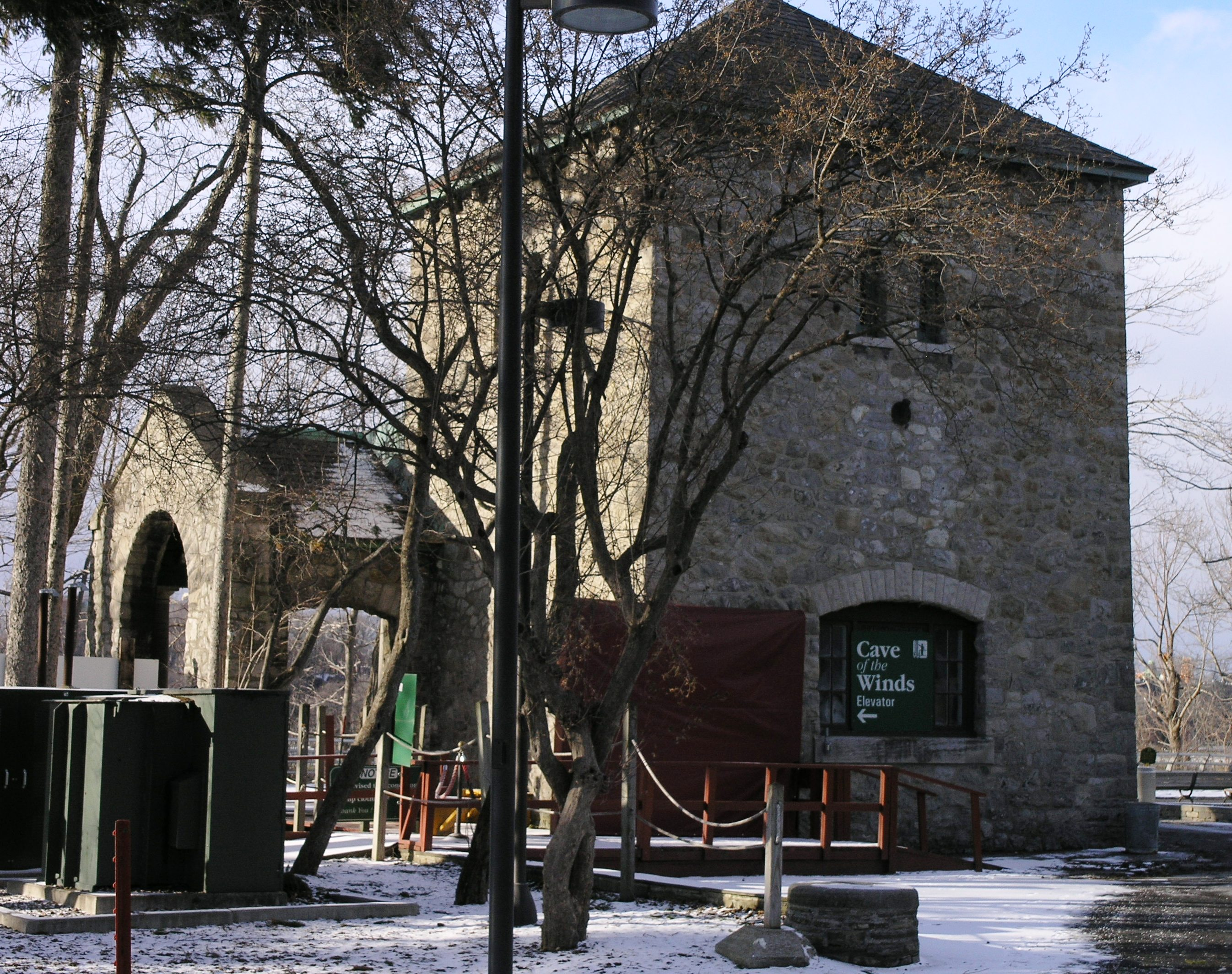
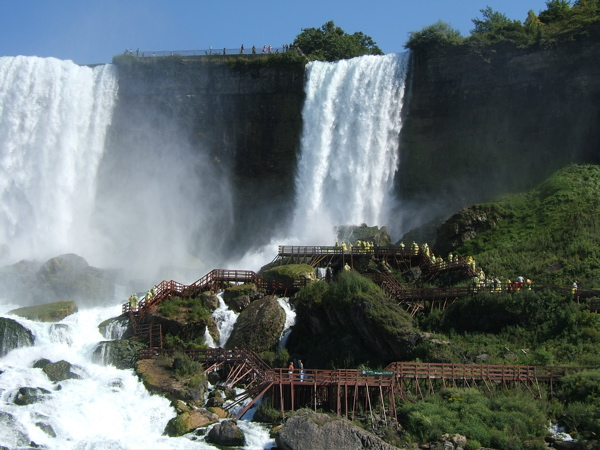
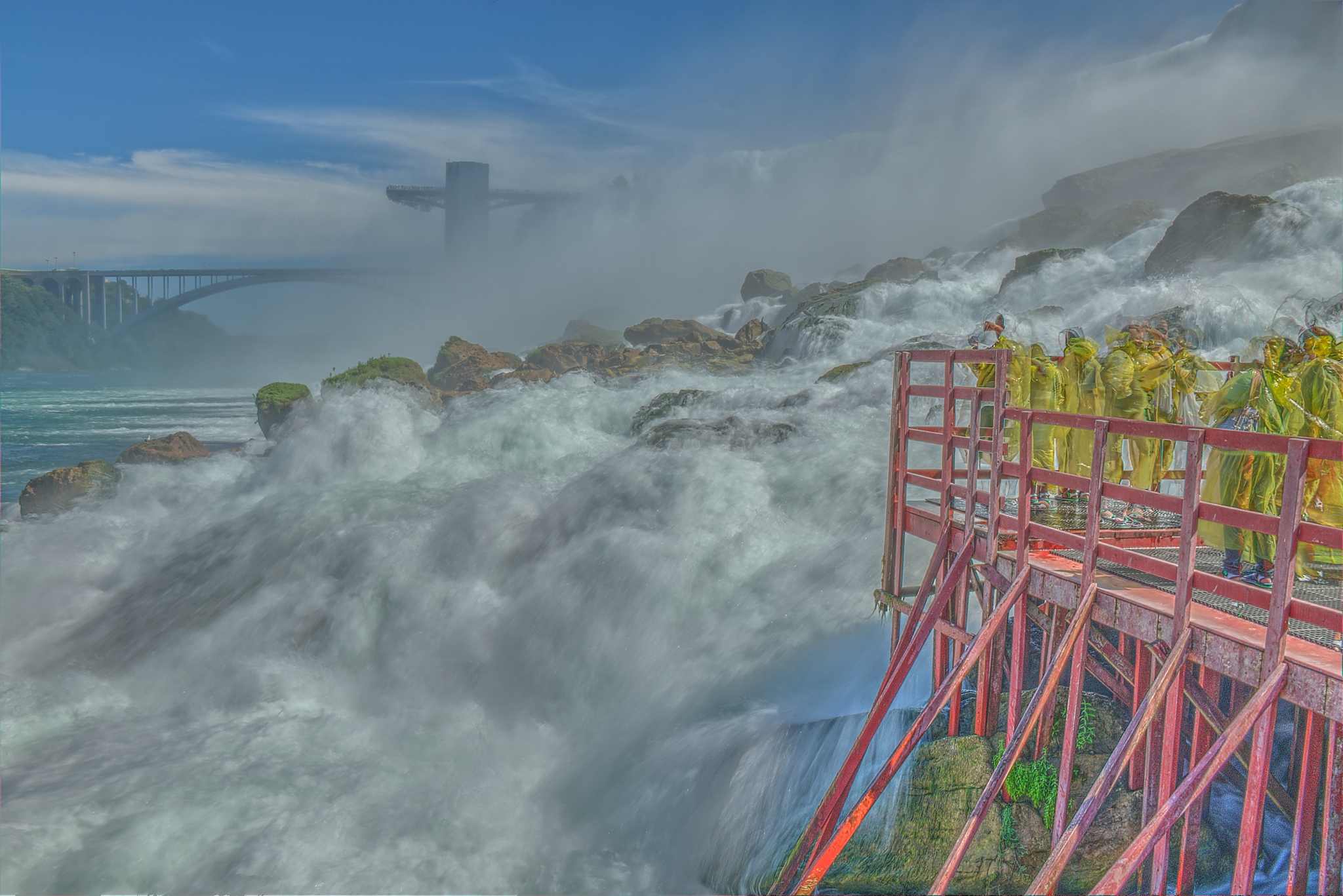
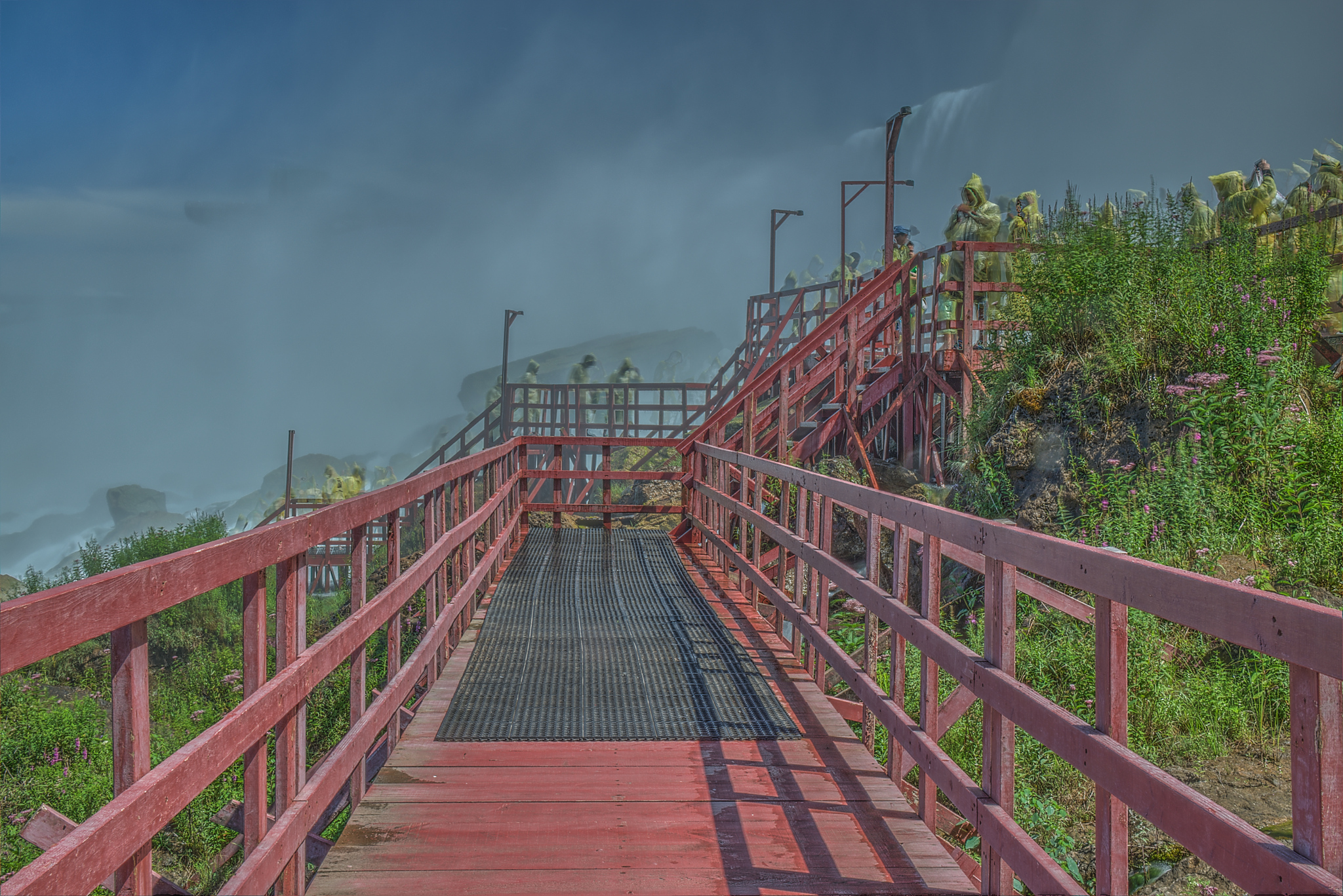